# Arene tamsiana
Arene tamsiana is een slakkensoort uit de familie van de Areneidae. De wetenschappelijke naam van de soort is voor het eerst geldig gepubliceerd in 1852 door Philippi.